# Wood B. Wedd Goes Snipe Hunting
Wood B. Wedd Goes Snipe Hunting è un cortometraggio muto del 1914 diretto da C.J. Williams.
Dodicesimo episodio del serial a un rullo della Edison Wood B. Wedd.

## Produzione
Il film fu prodotto dalla Edison Company.

## Distribuzione
Distribuito dalla General Film Company, il film - un cortometraggio in una bobina - uscì nelle sale cinematografiche statunitensi il 30 novembre 1914.